# Ranchuelo
Ranchuelo – miasto na Kubie, w prowincji Villa Clara. W 2004 r. miasto to zamieszkiwało 59 062 osób.